# Cừu đảo Campbell

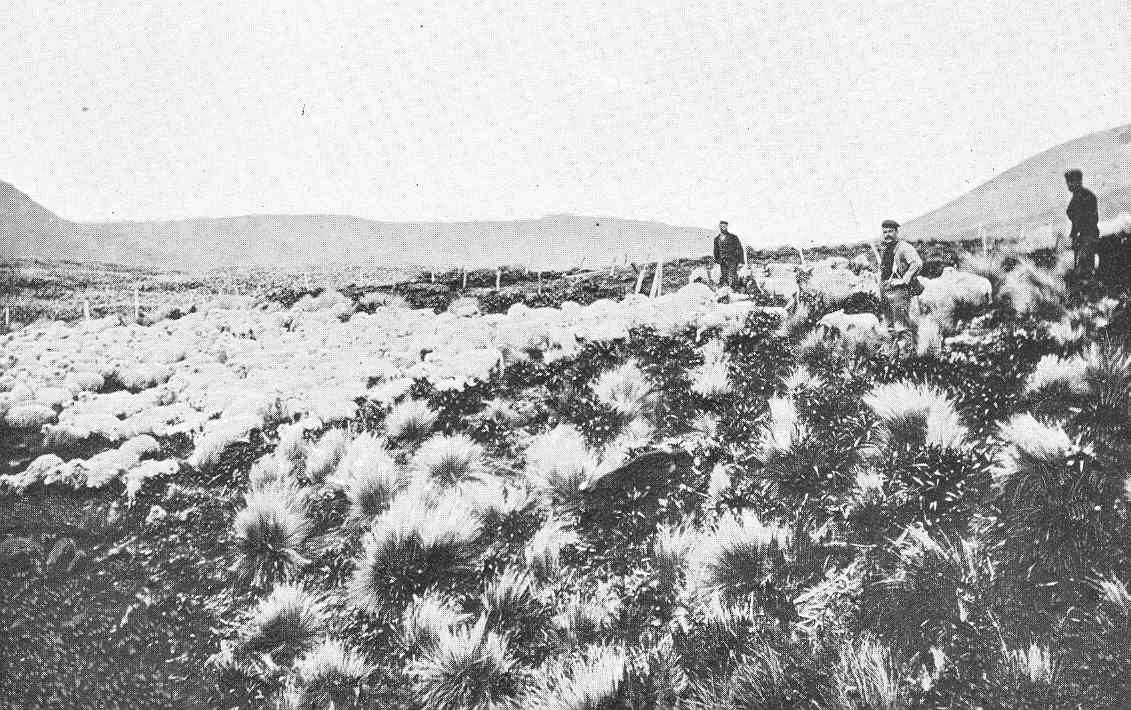
Chăn nuôi cừu ở đảo Campbell

Cừu đảo Campbell là một giống cừu hoang của loài cừu nhà có nguồn gốc từ New Zealand, trước đây chúng được tìm thấy trên đảo hoang hóa Campbell của New Zealand. Trong những năm cuối thế kỷ 19, hòn đảo đã được cho thuê như là nơi để nuôi cừu từ năm 1896 sau đó là bị bãi bỏ vào năm 1931 như là một nạn nhân của cuộc Đại khủng hoảng.

## Lịch sử

### Chăn nuôi cừu

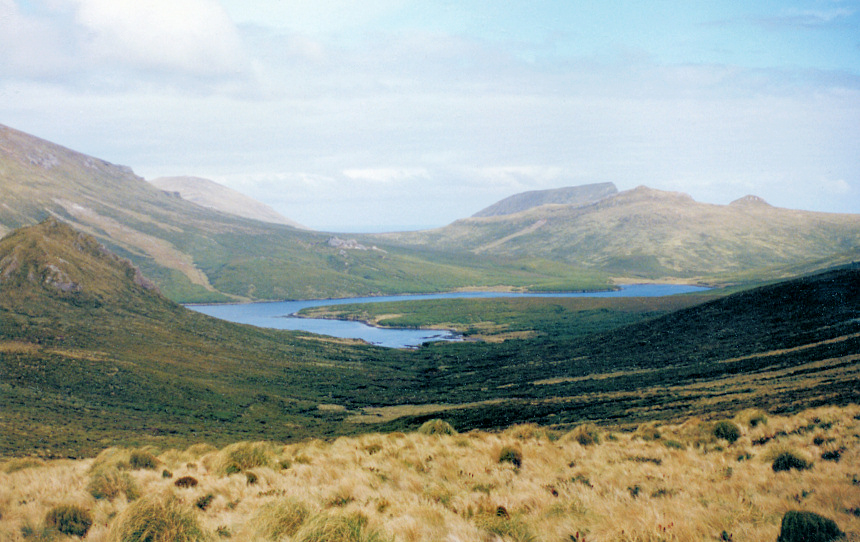
Khung cảnh đảo Campbell

Gồm nhiều đảo trong đó đảo Cambell là đảo chính, ngoài ra còn có nhiều đảo đá nhỏ xung quanh. Đảo nằm tại một vị trí hẻo lánh không có người ở. Tổng diện tích của cả nhóm đảo khoảng 112,68 km2 bao gồm chủ yếu là đá, núi. Đảo Cambell được phát hiện năm 1810 bởi thuyền trưởng Frederich Hasselborough trong chuyến đi săn hải cẩu của ông trên tầu Perseverance. Hòn đảo này cũng là một địa điểm săn bắn động vật chân màng nổi tiếng. Chính bởi nạn săn bắn này mà hải cẩu ở đây đã gần như tuyệt chủng. Vào thế kỷ 19, hòn đảo được cho thuê để làm nơi chăn nuôi cừu nhưng đến năm 1896 thì nơi này bị bỏ hoang.
Con cừu đã được ban đầu được du nhập vào đảo Campbell vào cuối những năm 1890, sau sự diễn tiến của các mục đồng trong các đảo trong hệ thống thuê mục vụ của New Zealand trong năm 1896. Việc cho thuê lần đầu tiên được đưa ra bởi James Gordon của Gisborne, người đã vận chuyển 400 con cừu, cùng với gỗ cho các tòa nhà đến đảo. Sau những khó khăn tài chính, trong năm 1900 và cho thuê mua lại bởi Captain Tucker của Gisborne, dân quân thả vào hòn đảo với ít nhất ba lô hàng khoảng 1.000 con cừu, chủ yếu là cừu Merino hoặc cừu lai Merino. Hai doanh nhân từ Otago, J. Mathewson và D. Murray, đã trở thành người thuê tiếp theo vào năm 1916, hình thành Công ty Đảo Campbell (sau một Syndicate) để quản lý trang trại, sử dụng mục đồng và xén lông để làm việc trong thời gian một năm trên đảo.
Năm 1927 và cho thuê bán đấu giá và mua bởi John Warren, một nông dân từ Waitati, người đã mang một 5000 cừu để ra đảo. Tuy nhiên, giá cả len và thịt cừu giảm mạnh trong năm 1929 và hai năm sau, một tay Warren trở nên nghèo túng và nhữn công nhân trang trại của ông trở về đất liền, từ bỏ các trang trại và các con chiên. Hợp đồng thuê đến hòn đảo này được tuyên bố mất lượt (đáo hạn) vào năm 1934 và đã hết hạn vào năm 1937. Năm đó hòn đảo này được trích lập để bảo tồn hệ thực vật và động vật của nó, mặc dù như là một khu bảo tồn thiên nhiên đã không diễn ra cho đến năm 1954.

### Những con cừu
Với một sự phong phú ban đầu của thực phẩm ngon miệng, đáp ứng được nhu cầu của người dân trên hòn đảo này, số cừu tăng lên đến đỉnh điểm vào khoảng năm 1913 từ 7000-8000 con cừu. Dần dần, khi các nhà máy phục vụ cho việc ăn uống trở nên bão hòa và nhiều người đã chán món cừu, dân số đã đi vào một suy giảm, với đàn cừu thương phẩm đã giảm xuống đến 4000 vào năm 1931 khi nó đã bị bỏ rơi. Năm 1958 một số của các con chiên tìm thấy khoảng 1000 con còn lại.
Tuy nhiên, đã có một số lượng cừu nhất định phục hồi tiếp theo số lượng. Năm 1970 một hàng rào được xây dựng trên hòn đảo với tất cả 1.300 con cừu ở phía bắc bị bắn hạ, với một số lượng tương tự ở phía nam bị bỏ lại trong thời gian này. Đến cuối năm 1980 tất cả các con chiên còn lại được chọn lọc, sau một chuyến thám hiểm giải cứu trong 1975-1976 lấy mười cừu sống nuôi sinh sản ở New Zealand. Những hậu duệ của những con cừu được giải cứu đã được duy trì như một bầy thuần chủng cho đến năm 2005.

## Đặc điểm chung
Trán chúng phẳng, xương mũi lồi ra, chúng có hố nước mắt, mõm của chúng mỏng, môi hoạt động, răng cửa sắc, nhờ đó chúng có thể gặm được cỏ mọc thấp và bứt được những lá thân cây mềm mại, hợp khẩu vị trên cao để ăn. Chúng có thói quen đi kiếm ăn theo bầy đàn, tạo thành nhóm lớn trên đồng cỏ. Trong da chúng có nhiều tuyến mồ hôi và tuyến mỡ hơn dê. Bởi thế chúng bài tiết mồ hôi nhiều hơn và các cơ quan hô hấp tham gia tích cực hơn vào quá trình điều tiết nhiệt. Mô mỡ dưới da của chúng phát triển tốt hơn dê và ngược lại ở các cơ bên trong của chúng có ít tích lũy mỡ hơn dê. Chính vì vậy, thịt chúng nhiều nạc hơn thịt dê.